# 佳能 EF-S 18-200mm 鏡頭
佳能 EF-S 18-200mmm 鏡頭是一系列由佳能公司生產的變焦鏡頭，為标有“IS”（全称“image stabilize”）的镜头，具有光学防抖特性。
- EF-S 18-200 f/3.5-5.6 IS(已停產)

焦距等效於35mm相機29-320mm。

## 外部連結
- Review at dpreview.com （页面存档备份，存于）